# 10491 Chou
10491 Chou è un asteroide della fascia principale. Scoperto nel 1986, presenta un'orbita caratterizzata da un semiasse maggiore pari a 2,3173455 au e da un'eccentricità di 0,1499536, inclinata di 5,58431° rispetto all'eclittica.